# Zell os-Soltan

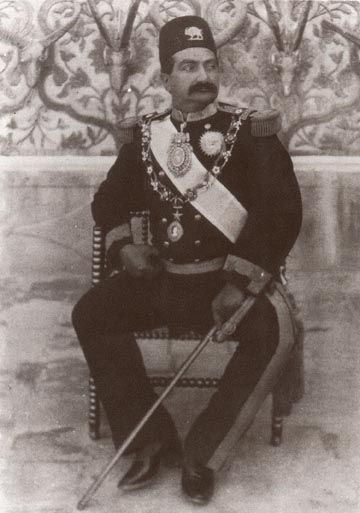
Zell os-Soltan

Soltan Massoud Mirza (anhörenⓘ tituliert als Zell os-Soltan (Der Schatten des Königs) persisch [zɛllos soltɑn] ظل السلطان‎; * 5. Januar 1850 in Täbris; † 2. Juli 1918 in Isfahan) war ein Kadscharenprinz. Er wurde auch als Yamin od-Dole (Die rechte Hand des Staates) tituliert. Er war der älteste Sohn Nāser ad-Din Schahs und Effat od-Doles und der Bruder Kamran Mirzas und Mozaffar ed-Din Mirzas, später Mozaffar ad-Din Schahs. Obwohl er der älteste Sohn Nāser ad-Din Schahs war, konnte er die Thronfolge nicht antreten, weil seine Mutter nicht aus der Kadscharenfamilie stammte. Sell os-Soltan war Statthalter Isfahans von 1872 bis 1907 und Statthalter Schiras' von 1907 bis 1908. 
Er beherrschte Französisch und Arabisch als Fremdsprachen. Er hatte eine große Bibliothek, in der er Manuskripte sammelte. Er hatte 14 Söhne und 11 Töchter. Er verfasste ein Buch mit dem Titel Tarich-o-Sargosascht-e-Massoudi. 
Er starb 1918 in Isfahan und wurde in Maschhad begraben.